# Paulus Roetter
Paulus Roetter (Paulus Rötter) (4 de enero de 1806 Núremberg - 11 de noviembre de 1894 St.Louis) hijo de un pastor luterano. Se convirtió en un prominente artista biológico y anatómico, en la Universidad de Harvard y la Universidad de Washington, y pintor de paisajes e ilustrador botánico.

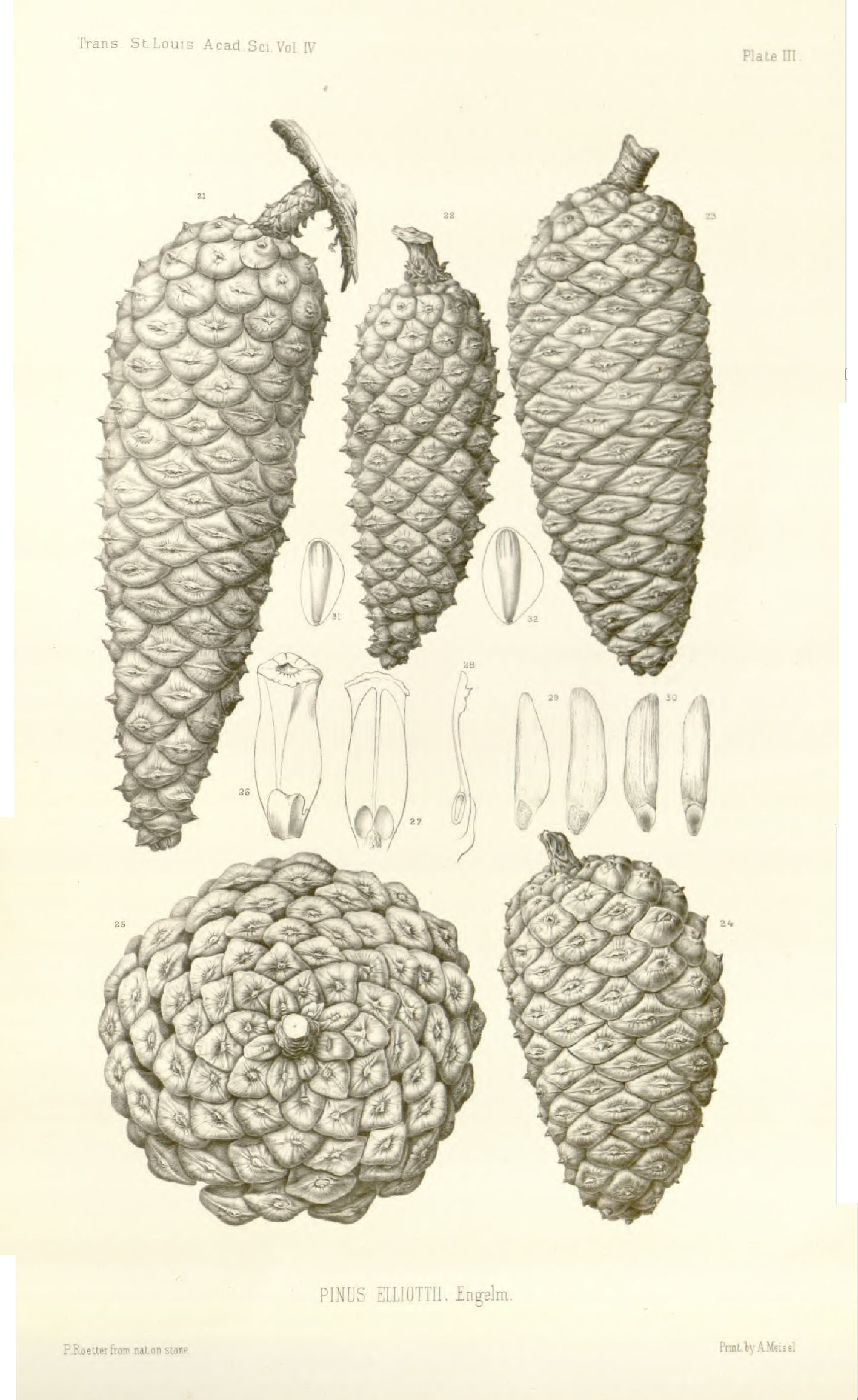
Dibujo a lápiz de conos de Pinus elliottii

Roetter asistió a clases de arte en Düsseldorf, Munich y Nuremberg, después de trabajar brevemente en París. En 1825 se estableció en Thun y Interlaken en Suiza. Allií se convirtió en un pintor de paisajes muy conocido, enseñando en varias escuelas durante unos veinte años. Se casó con Sophia Berner (1809-1841) y tuvo 3 hijos.
Tras participar en la iglesia, emigró a los Estados Unidos en 1845 acompañado de su familia y amigos, con la intención de fundar un asentamiento religioso. Por diversas razones, el proyecto fracasó y Roetter se estableció en St. Louis, convirtiéndose en un profesor de arte en la Escuela Secundaria Central y pastor de la Iglesia Evangélica de San Marcos de 1845 a 1853.
En el censo estadounidense de 1850, aparece con 44 años, y con su segunda esposa Anna Muehleman (de 25 años) y los niños Arnold (15) Gert (12) Anna (9) Lydia (4 ) Salomé (2) y los gemelos de 2 meses. Se registraron con alojamiento con el sastre Albert Sanderloper, 40 años de edad, también nacido en Alemania.
Con la fundación de la Universidad de Washington el 22 de febrero de 1853, Roetter se convirtió en miembro del profesorado, enseñando lenguas modernas y dibujo, percibiendo un sueldo de $ 500 por año. Aquí se encontró con otro alemán americano George Engelmann, un médico y botánico y asesor de Henry Shaw en la planificación del Jardín Botánico de Misuri. A través de Engelmann, Roetter se interesó en la historia natural, y produjo un gran número de dibujos de muestras biológicas. Algunos de los dibujos originales de Roetter se encuentran en el Museo de Shaw y es reconocido por las autoridades como uno de los mejores jamás hecho.
Entre 1853 a 1854, acompañó a una expedición del gobierno que exploró la región del río Misisipi hasta el océano Pacífico, haciendo dibujos detallados de especímenes de historia natural. El objetivo de la expedición era encontrar un paso del ferrocarril viable desde el Misisipi hasta la costa oeste.
En el campo, creó bocetos que muestran detalles botánicos para descripciones de Engelmann de cactus y pinos. "The Cactaceae of the Boundary" Archivado el 2 de abril de 2015 en Wayback Machine. apareció en 1858, ilustrado por 61 de los dibujos de Roetter. En reconocimiento de las contribuciones artísticas de Roetter, Engelmann nombró un cactus híbrido natural Echinocereus × roetteri en su honor, y señaló, " me tomó gran placer reconocer mi deuda con el artista modesto y fiel, el Sr. Paulus Roetter que ha adornado este libro de memorias por su hábil lápiz". Roetter se trasladó a Cambridge, Massachusetts, en 1867, en colaboración con el biólogo Louis Agassiz de la Universidad de Harvard para la enseñanza de dibujo botánico, dibujando Anderson School of Natural History Archivado el 30 de agosto de 2012 en Wayback Machine. en Penikese Island.

El 11 de mayo de 1859, se estableció como profesor de dibujo en el Instituto para Mujeres María. En el censo de 1860 en St. Louis, se registra con 54 años, con su esposa Ana de 36 años, nacido en Berna, Suiza. Sus hijos se enumeran como Anna (18), Lydia (13), Salomé (11), Simon (11), Josua (8), y Benjamin (1 1/2).
Con el inicio de la guerra de Secesión en 1861 dio lugar a una disminución del número de alumnos y en junio del mismo año la Universidad de Washington lo despidió por razones financieras. Entonces, se ganó su ingreso mediante la venta de ilustraciones sobre la Guerra en la revista Harper's Weekly. "Residencia y Sede del general Fremont" aparecieron en la edición 31 de agosto de 1861, "Ejército del General Fremont en Marcha - Escena cerca de Varsovia, Missouri" en la edición del 16 de noviembre de 1861, "Scouts indios en el campamento del general Lane" y un retrato del General Lane en noviembre de 1861 edición del 23 y "Campo del General Fremont en Jefferson City, Missouri". Roetter fue miembro de la Guardia Nacional durante la guerra y por un corto tiempo en la década de 1860 estuvo al servicio de la Encuesta Geológica de Estados Unidos.
Murió después de sufrir una fractura de cadera en su paseo diario al Parque Forestal en San Luis.